# مایکل دان (بازیگر)
مایکل دان (انگلیسی: Michael Dunn؛ ‏ زاده ۲۰ اکتبر ۱۹۳۴ – درگذشته ۳۰ اوت ۱۹۷۳) یک هنرپیشه اهل ایالات متحده آمریکا بود.
از فیلم‌های وی می‌توان به نبرد برای رم اشاره کرد.